# Argentina elongata
Argentina elongata är en fiskart som beskrevs av Hutton, 1879. Argentina elongata ingår i släktet Argentina och familjen guldlaxfiskar. Inga underarter finns listade i Catalogue of Life.